# Ласаро-Карденас (Мичоакан)
Ласаро-Карденас (исп. Lázaro Cárdenas) — город и порт на тихоокеанском побережье Мексики, административный центр одноимённого муниципалитета в штате Мичоакан. Население — 83 637 человек (2020). Вместе с пригородами Лас-Гуакамаяс и Ла-Орилья образует четвёртую по величине городскую агломерацию штата с населением около 196 000 человек.

## История

### Колониальный период
В доколумбову эпоху территория современного города входила в состав провинции Сакатула ацтекской империи. В 1523 году испанцы основали здесь первое поселение — Вилья-де-Консепсьон-де-Сакатула, где был построен первый в Мексике судостроительный верфь.

### XIX—XX века
В 1901 году президент Порфирио Диас официально установил границу между штатами Мичоакан и Герреро по реке Бальсас, что определило административную принадлежность территории.
Современный город был основан в 1931 году как поселение Мельчор-Окампо. В 1947 году получил статус муниципалитета. В 1970 году был переименован в честь бывшего президента Мексики Ласаро Карденаса дель Рио.

### Промышленное развитие
С 1960-х годов город стал центром промышленного проекта «Четвёртый полюс развития», основанного на разработке железорудных месторождений Лас-Тручас. Были построены:
- Металлургический комбинат (ныне ArcelorMittal)
- Морской порт (крупнейший на тихоокеанском побережье Мексики)
- Гидроэлектростанция «Хосе Мария Морелос»

## География и климат
Город расположен в устье реки Бальсас, на границе со штатом Герреро. Климат тропический саванный (Aw по классификации Кёппена) с:
- Среднегодовой температурой +26 °C
- Годовой нормой осадков — 1276 мм
- Ярко выраженным сухим сезоном (ноябрь-апрель)

## Экономика
Ласаро-Карденас — важнейший промышленный и транспортный центр западной Мексики.

### Основные отрасли
1. Металлургия:  Завод ArcelorMittal (крупнейший в Латинской Америке) ( Добыча железной руды (22% национального производства))
2. Портовое хозяйство:  Глубина до 18 м позволяет принимать суда дедвейтом до 165 000 тонн (Основные грузы: контейнеры, минералы, автомобили)
3. Энергетика: ГЭС Хосе Мария Морелос, Нефтеперерабатывающие мощности

## Транспорт

### Морской транспорт
Порт Ласаро-Карденас (исп.)  — третий по грузообороту в Мексике, соединён:
- Железнодорожным коридором с США (до Канзас-Сити)
- Автомагистралями с внутренними районами страны

### Воздушное сообщение
Аэропорт Ласаро-Карденас (код IATA: LZC) обслуживает рейсы в Мехико (авиакомпания Aeromar).

## Образование
В городе действуют:
- Технологический институт Ласаро-Карденас
- Политехнический университет
- Филиал Университета Мичоакана
- 5 частных университетов

## Достопримечательности
- Пляж Эрендира — популярное место отдыха
- Мост Альбатрос — инженерный памятник
- Культурный центр АрселорМиттал — ведущая площадка искусств

## Города-побратимы
- Ларедо, США (с 2009)[3]